# Ilha de São Brandão

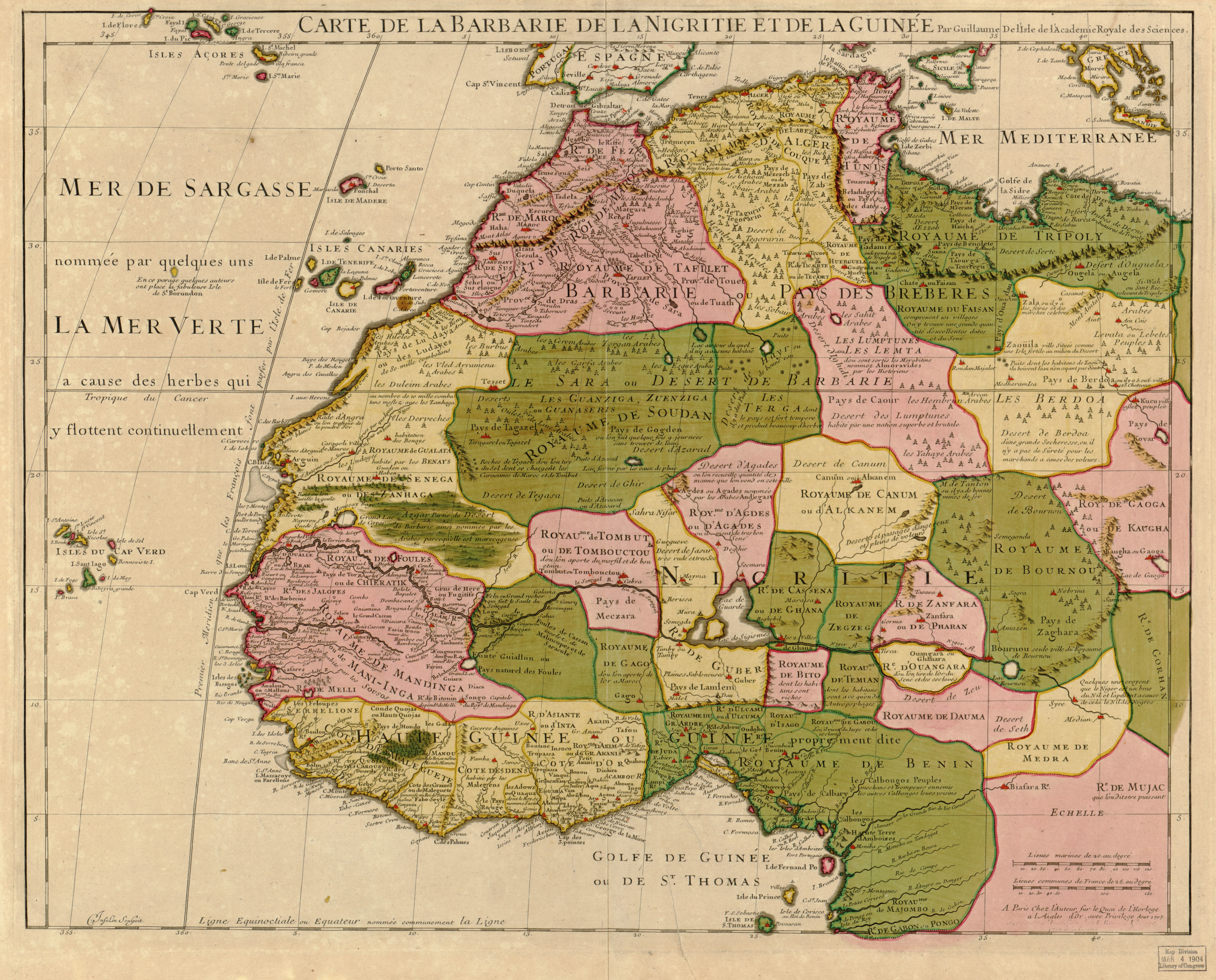
Mapa de 1707 da costa do noroeste da África, mostrando a ilha fictícia de São Brandão a oeste das Canárias

A Ilha de São Brandão ficou conhecida na Europa na Idade Média por um texto: Vita S. Brandinis Abbatis clumniacensis in Hybernia. São Brandão, bispo e abade de Clonfert, na Irlanda,  e seus 14 companheiros, reproduzem mais ou menos numerosos aspectos que podem ser atribuídos ao deus Bran e à sua viagem. Há provações de caráter iniciático, e a narrativa ajuda a fixar a posição incerta dessa ilha, e de todas as Ilhas Afortunadas, aliás.  Aparece cedo na cartografia, como no mapa da Abadia de Hereford, onde as referidas ilhas são identificadas com a ilha de São Brandão por sua legenda «Fortunate Insulae sex sunt, insule Brandani».
Surgem ainda nos mapas dos irmãos Pizagni e no famoso globo de Martim Behaim. Sua posição, é claro, varia.
Fernão de Noronha identificou o Brasil como sendo as Ilhas Afortunadas, A ilha de São Brandão ou mesmo a Ilha do Brasil da lenda criada a partir das navegaçoes de São Brandão no seculo VI. 